# Andria Lloyd
Andria Lloyd (* 10. August 1971 in Rastatt) ist eine ehemalige jamaikanische Sprinterin.
1991 gewann sie bei den Leichtathletik-Zentralamerika- und Karibikmeisterschaften Silber über 100 m.
Bei den Olympischen Spielen 1996 in Atlanta wurde sie im Vorlauf der 4-mal-100-Meter-Staffel eingesetzt und trug so zum Gewinn der Bronzemedaille durch das jamaikanische Team bei.
Ihre persönliche Bestzeit über 100 m von 11,36 s stellte sie am 27. Juni 1996 in Kingston auf.